# USS Balch (DD-363)

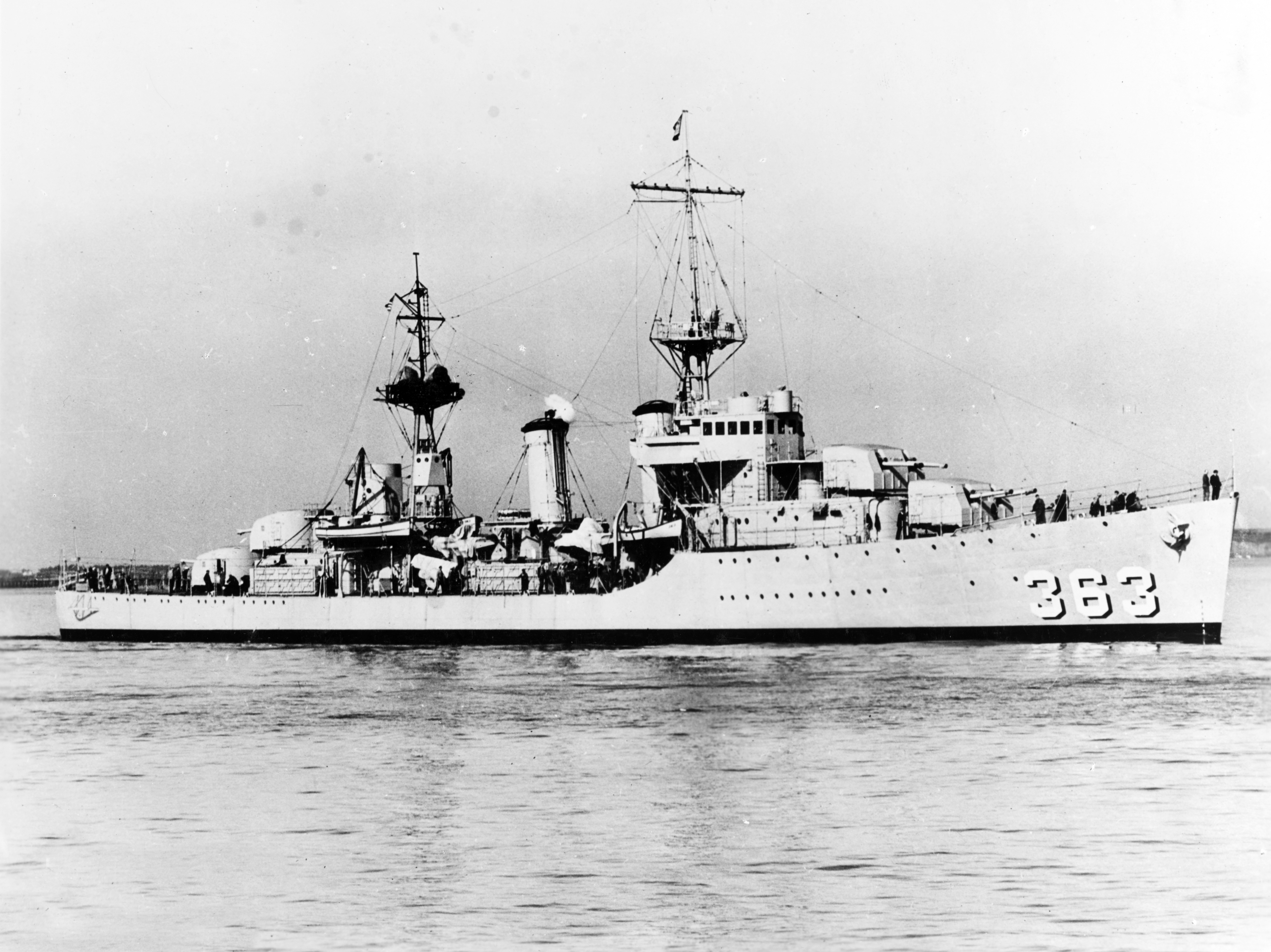
USS Balch (DD 363)

DD 363 Balch (Корабль соединённых штатов Бэлч) — американский эсминец типа Porter.
Заложен на верфи Bethlehem Steel, Quincy 16 мая 1934 года. Заводской номер 1454. Спущен 24 марта 1936 года, вступил в строй 20 октября 1936 года.
Выведен в резерв 19 октября 1945 года. Из состава ВМС США исключён 1 ноября 1945 года.
Продан и разобран на слом в 1946 году.